# Photovoltaikanlage Neustrelitz
Die Photovoltaikanlage Neustrelitz ist ein Solarpark im Norden der Stadt Neustrelitz in Mecklenburg-Vorpommern. Am 17. Dezember 2009 wurde der Park an das Stromnetz angeschlossen.

## Aufbau
Die 25 ha große Anlage wurde auf ehemals militärisch genutzten Flächen errichtet. Bis zum Abzug der sowjetischen Streitkräfte 1993 standen deren Kasernengebäude auf dem Gelände. Obwohl die Gebäude abgerissen wurden, fand sich kein Interessent für das Areal, bis es die Firma IBC Solar aus dem fränkischen Bad Staffelstein im Juli 2009 erwarb. Aufgrund der vorherigen Nutzung musste die Baustelle vor Baubeginn vom Munitionssuchdienst von militärischen Hinterlassenschaften befreit werden.
Im ersten Bauabschnitt installierte man von August bis Dezember 2009 auf 22 ha 34.261 firmeneigene polykristalline Module. Die Module sind in zwei Reihen übereinander quer montiert, 27,5 ° geneigt und nach Süden ausgerichtet. Auf weiteren drei Hektar wurden in der zweiten Bauphase von Oktober bis Dezember zusätzlich 4.752 polykristalline Module der Firma Yingli Green Energy installiert.

## Leistung
Die Anlage hat bei idealen Bedingungen eine Nennleistung von 8,09 MWp. Mindestens für die nächsten 25 Jahre werden pro Jahr 6.846 MWh ins Stromnetz eingespeist, dies entspricht einer durchschnittlichen mittleren Leistung von 790 kW. Damit können ca. 2.680 Durchschnittshaushalte mit elektrischer Energie versorgt werden. Die dadurch ermöglichte jährliche CO2-Einsparung beträgt ca. 4.480 t. Die Flächen sind für 20 Jahre von der Stadt Neustrelitz an IBC Solar verpachtet. Danach können die Solarmodule entweder wieder abgebaut oder von der Stadt erworben werden.